# バルダ (ドイツの企業)
バルダ (Balda AG) は、ドイツのヴェストファーレン東部、バート・エーンハウゼンに本社を置く、おもにプラスチック製の医療機器や、電子機器などを開発、製造している企業。
2011会計年度には、総売上高は 6630 万ユーロであった。世界各地のバルダの従業員の合計は、1,178名（2011年12月31日現在）で、これの大部分はマレーシアの電子機器製造部門に属している。ドイツ国内の従業員は、グループ全体で217名ほどである。バルダAGの株式は、フランクフルト証券取引所に上場しており、小型株の指標であるSDAXに組み込まれている。

## カメラ・メーカーとしての創業

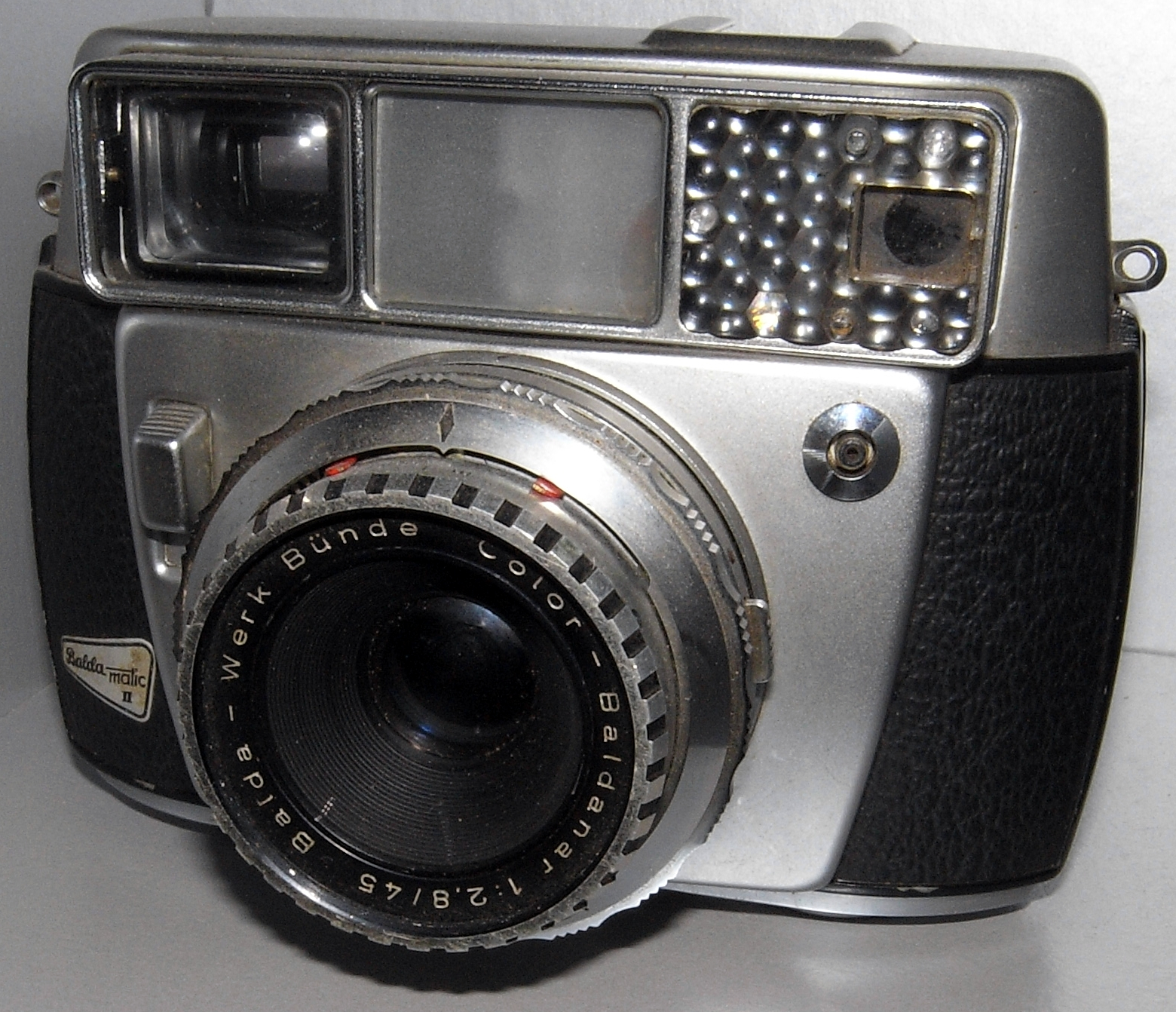
バルダマチックII。1959/1960年ころ製造。

バルダは、1908年に、マックス・バルデヴェック (Max Baldeweg) によって、カメラを製造する会社としてドレスデンで設立された。第二次世界大戦後、バルダは本社を西ドイツ側のヴェストファーレン東部へ移転させた。カメラの製造は、日本など極東のメーカーとの競争にさらされて後退し、1980年代には終焉を迎えた。その後、バルダはプラスチック製品の生産に注力した。

## 1994年以降
1994年以降のバルダは、電気通信、自動車、医療技術の各分野に特に力を入れてきた。2000年には、バート・エーンハウゼンに35,000平方フィート（およそ3,800平方メートル）の工場を開設した。
1999年以降は、バルダの株式はフランクフルト証券取引所に上場し、売買されている。バルダの株式は、新市場であるノイエ・マルクト (Neuer Markt) に置かれ、2008年6月23日まで、SDAXに組み込まれていた。その後、いったんはSDAXから除外されたが、2010年3月4日以降は、再びSDAXに組み込まれた。
2007年はじめ、バルダは、ドイツ国内に拠点を置く子会社のバルダ・ハインツェ (Balda-Heinze GmbH & Co. KG)、ヘロ・ガルヴァノテクニック (HeRo Galvanotechnik GmbH)、ザクセン金属開発 (Sächsische Metall- und Kunststoffveredelungs GmbH) を、ハンブルクに本社を置く「ハンゼ産業合同 (Hanse Industriekaptital Beteiligungs GmbH)」に売却した。同年末には、さらにバルダ・ソリューションズ・ドイツ (Balda Solutions Deutschland GmbH) と、バルダ工具 (Balda Werkzeugbau) を売却する意向が表明された。アウレリウス（Aurelius AG）との売却交渉は、2008年に頓挫し、バルダは短期間のうちにこの子会社2社を買い戻さなければならなくなった。エンド Balda ソリューション ドイツ GmbH として [ツーリング] Balda を販売することが発表された 2007 年の。2008 年初頭に販売 [アウレリウス AG] に失敗しました、Balda は、短期的に 2 つの子会社を購入しなければならなかった。2008年5月、この2社も、ハンゼ産業合同に売却されることとなった。
2003年10月14日から最高経営責任者 (CEO)に相当する執行役会会長を務めていたヨアヒム・グート (Joachim Gut) は、2008年12月31日に退任した。後任には、財務担当役員のディルク・アイケルバーガー (Dirk Eichelberger) が昇任した。その後、アイケルバーガーは、2009年7月3日の株主総会の合意に基づいて執行役会会長を退任した。代わって7月7日に、ソヴェロ (Sovello) 社の財務担当役員だったライナー・モール (Rainer Mohr) が、財務担当役員兼執行役会会長に就任した。
2009年7月から2011年2月までは、ミヒャエル・シェンキェヴィチ (Michael Sienkiewicz) が執行役会会長、モールが最高財務責任者という体制になった。2011年2月16日には、再びライナー・モールが執行役会会長に就任した。
モールは2012年1月1日に、「従来とは異なる経営戦略」を導入すべきだとして、執行役会会長を再び辞任した。執行役会会長はドミニク・ミューザー (Dominik Müser) が継承し、ジェイムズ・リム (James Lim) が執行役に加わった。リムはおもに電子機器関係を担当しており、バルダの新しい力点はこの方面に置かれるようになった。
バルダは2011年12月1日、マネジメント・バイアウト方式によってモバイルコム (MobileCom) を売却し、赤字を出していた移動体通信部門を整理した。
ドミニク・ミューザー会長は、2012年5月11日のバルダの株主総会で、国際的な企業買収を通して医療機器関連事業の強化を表明した。電子機器部門は、2012年末までに再編して、収益を上げるようにする必要があるとされた。株主総会では6月30日を期末とする貸借対照表の日付の変更が決められ、2012年については、1月1日から6月30日までの半年に短縮された会計年度が設けられることになった。
2006年夏、バルダはTPKホールディング（TPK Holding、中国、厦門）への出資を通して、タッチスクリーン技術を持っていた。TPKへの関与は、数年間で徐々に削減されていった。2012年2月には、出資比率を16.1% から 7.6% に引き下げ、2000万株の売却によって2億3800万ユーロの資金を得た。ミューザー会長は、残りの保有株式についても戦略的重要性がないとし、売却の意向を示している。TPK株の売却によって得られた利益は、特別配当として株主に分配されると役員会は表明している。

## 部門

### 医療機器
製薬、診断、治療などの分野におけるプラスチック製の医療機器の開発および製造

### 電子機器
バルダのブランドで電子機器を製造している。顧客はおもに、通信機器や家庭電化製品の製造・販売事業者である。

## グループ企業

### 医療機器
- Balda Medical GmbH & Co. KG

### 電子機器
- Balda Solutions Malaysia Sdn. Bhd

## 株主構成
2012年5月末現在の株主構成は以下の通り。
- 53.83% - 保有比率3%未満の流動株主
- 27.60% - Yield Return Investments Limited -  Yun Ling Chiang 社（旧 Max Gain Management Ltd.）の子会社
- 5.22% - Octavian Advisors
- 5.09% - Senrigan Capital Group
- 4.97% - Weiss Asset Management/Brookdale International Partners
- 3.16% - Point Lobos Capital
- 0.13% - バルダAG役員会

## 業績
| 年                         | 1999 | 2000  | 2001  | 2002  | 2003  | 2004  | 2005  | 2006  | 2007  | 2008  | 2009   | 2010  |
| -------------------------- | ---- | ----- | ----- | ----- | ----- | ----- | ----- | ----- | ----- | ----- | ------ | ----- |
| 売上 百万ユーロ (€)        | 60,0 | 160,3 | 158,6 | 198,4 | 272,9 | 377,7 | 397,2 | 157,4 | 257,4 | 283,9 | 138,96 | 141,4 |
| 純利益/損失 百万ユーロ (€) | 0,3  | 13,6  | 1,1   | 4,6   | 11,6  | 28,0  | 33,4  | -15,4 | -8,4  | -14,2 | 46,4   | 94,4  |
| 従業員数*                  | 624  | 1.628 | 1.980 | 2.919 | 3.599 | 5.532 | 8.044 | 6.131 | 7.218 | 4.861 | 4.505  | 2.455 |

2010年12月31日現在